# Look Bindings
Pour les articles homonymes, voir Look.
 (janvier 2017).
Look Bindings (Look Fixations au RCS) est une entreprise installée à Nevers et qui est notamment spécialisée dans la fabrication de fixations de ski. 
La marque Look a été découpée en trois activités bien distinctes et est donc également connue pour la fabrication de cadres de vélo en carbone et de pédales automatiques (Look Cycle) mais aussi, depuis 2010, pour la confection de vêtements de montagne haut de gamme (Look Collection). 
La société Look Fixations est détenue majoritairement par le Groupe Rossignol depuis 1994.

## Histoire

### Naissance de la marque (1947)
En 1947, Jean Beyl est un chef d'entreprise qui fabrique des cadres et composants pour vélo ainsi que des vessies de ballons. Passionné de ski, il se rend régulièrement aux sports d'hiver et se casse, cette saison-là, deux fois la jambe. À l'époque, la chaussure est encore fixée au ski par un système de lacets. Il a donc l'idée de confectionner le premier système de fixation à plaques qu'il baptise l'Anti-Fracture.

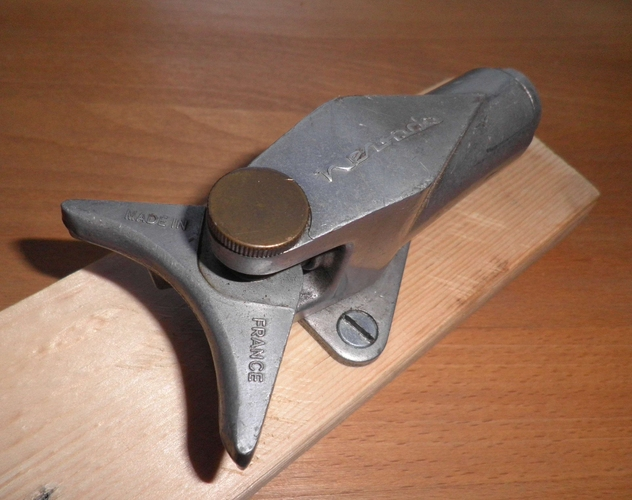
Lancée en 1957, la fixation Look Nevada est considérée comme la première fixation de ski de l'ère morderne.

Aux Jeux olympiques de Squaw Valley en 1960, Jean Vuarnet (descente) et le Suisse Roger Staub (slalom géant) remportent tous les deux une médaille d'or avec, aux pieds, les premières fixations à plaques tournantes : le modèle Grand-Prix. 
En 1963, la première fixation Pivot de la marque voit le jour : la N17.
En 1968, aux Jeux olympiques de Grenoble, Jean-Claude Killy remporte trois médailles d'or (slalom, slalom géant et descente) avec la N17. 
La marque sponsorise plusieurs athlètes et, aux Championnats du monde de Val Gardena en 1970, Jean-Noël Augert, Ingrid Lafforgue, Billy Kidd et Michèle Jacot remportent l'or dans leurs épreuves respectives.

### L'ère Tapie (1983-1989)
En 1983, Bernard Tapie rachète Look pour un franc symbolique. C'est lui qui, en 1984, à l'idée de lancer la pédale de vélo à fixation, sur le modèle de la fixation de ski. C'est cette même année que Look optera pour un logo qui est toujours celui actuellement utilisé, un clin d’œil à l’œuvre de Piet Mondrian. 
L'homme d'affaires restera à la tête de la marque jusqu'en 1989.

### Le rachat par Rossignol (1994)
Au début des années 1990, les stations de ski connaissent plusieurs saisons sans enneigement et l'industrie du ski en souffre. En 1994, Look cède son activité fixations au Groupe Rossignol. Depuis, le développement des produits se fait au siège dudit groupe, à Saint-Jean-de-Moirans (Isère), mais la production est toujours opérée à Nevers.
La fixation Full Drive voit le jour en 1998. C'est également l'année où Deborah Compagnoni et Lasse Kjus remportent l'or aux Jeux olympiques de Nagano pendant qu'Arno Adam s'impose[réf. nécessaire] sur le Freeride World Tour.
Look lance en 2003 le modèle NX qui marque une véritable avancée[réf. souhaitée] pour les fixations de ski : le compromis est trouvé entre performance, légèreté et sécurité[non neutre]. Cette même année, Candide Thovex remporte les Winter X Games en portant des fixations Look.
Les Jeux olympiques de Turin en 2006 voient le sacre de Kjetil André Aamodt sur Super G et la médaille d'argent de Joël Chenal sur slalom géant, devancé par Benjamin Raich de sept centièmes.
En 2008, la marque lance la fixation C-Cube, réputée pour être la fixation à systèmes la plus légère du marché[réf. souhaitée].
L'année 2009 marque le retour de la fixation Pivot et, avec, le sacre d'Aurélien Ducroz sur le Freeride World Tour.
En 2012, la fixation à systèmes X-Press remporte le prix de l'Eco-responsabilité au salon ISPO (Internationale Fachmesse für Sportartikel und Sportmode) de Munich, en Allemagne.
En 2013, Jean-Frédéric Chapuis remporte la Coupe du monde de ski-cross avec des fixations Look. 
Lors des Jeux olympiques de Sochi en 2014, les athlètes Look totaliseront 12 médailles, parmi lesquelles celle en or de Dominique Gisin en descente et le triplé (or, argent et bronze) français historique de Jean-Frédéric Chapuis, Arnaud Bovolenta et Jonathan Midol dans l'épreuve du ski-cross.
En 2016, Henrik Kristoffersen et Frida Hansdotter remportent respectivement chez les hommes et chez les femmes la Coupe du monde de slalom. Jean-Frédéric Chapuis remporte une nouvelle fois la Coupe du monde de ski-cross cette année-là.
En février 2017, lors des Championnats du monde, qui se déroulent à Saint-Moritz, la Française Tessa Worley remporte l'or dans le slalom géant, Michelle Gisin remporte l'argent dans le combiné alpin et Frida Hansdotter ainsi que Leif Haugen remportent le bronze respectivement dans les épreuves de slalom et de slalom géant. Toujours la même année, Marie Martinod remporte le globe de cristal en half-pipe avec trois victoires lors des étapes de Copper Mountain, Mammoth Lakes et Pyeongchang. Elle a également remporté les X Games organisés à Aspen, dans le Colorado.